# Ctenaria ctenophora
Ctenaria ctenophora är en nässeldjursart som beskrevs av Ernst Haeckel 1879. Ctenaria ctenophora ingår i släktet Ctenaria och familjen Zancleidae. Inga underarter finns listade i Catalogue of Life.